# كأس نيوزيلندا 1974
كأس نيوزيلندا 1974 (بالإنجليزية: 1974 Chatham Cup) هو موسم من كأس نيوزيلندا. فاز فيه كرايستشرش يونايتد.